# Apiococcus gregarius
Apiococcus gregarius är en insektsart som beskrevs av Hempel 1900. Apiococcus gregarius ingår i släktet Apiococcus och familjen filtsköldlöss. Inga underarter finns listade i Catalogue of Life.